# 세르비아 전역
세르비아 왕국은 제1차 세계 대전 때 연합국으로 참전했다.

## 개전
1914년 6월, 오스트리아-헝가리 제국의 황태자 페르디난트 부부가 보스니아 사라예보에서 가브릴로 프린치프라는 사람에게 총을 맞아 암살되었는데, 그는 대세르비아주의자로 보스니아를 세르비아에 합병해야 한다는 주장을 했다. 이에 대해 오스트리아-헝가리 제국은 이를 발칸반도 지배의 기회로 보고 세르비아에 선전 포고를 하였다. 역시 발칸반도 진출을 노리던 독일 제국도 오스트리아-헝가리 제국 편을 들어 전쟁을 시작하자 슬라브 민족주의를 내세우며 발칸을 노리던 러시아 제국이 세르비아와 연합하여 맞섰다. 그리고 오스트리아-헝가리 제국과 독일 제국의 발칸 지배를 경계하던 영국과 프랑스도 참전했고, 결국 제1차 세계 대전으로 번지고 말았다. 그리고 치머만 전보로 미국이 연합국 편에 들어 참전하자, 연합국의 승리로 끝났다.

## 1914년 여름: 오스트리아-헝가리 제국군의 공격과 좌절
오스트리아-헝가리군을 이끌고 세르비아 정복에 나선 포티오렉 장군은 장비가 빈약하고 규모가 작은 세르비아의 보잘것없는 군대쯤은 2주일 내에 지도상에 지울 수 있다고 호언장담했다. 그러나 라도미도르 푸트닉 장군 휘하의 세르비아 군대는 그리 쉽게 항복하려 들지 않았다. 포티오렉군은 두 번 세르비아에 쳐들어갔지만 두 번 다 세르비아군의 기습에 걸려 패퇴하고 말았다. 오스트리아-헝가리군이 세르비아를 응징하겠다고 나선 지 4개월 만인 12월 중순쯤에 푸트닉 장군 휘하의 세르비아군은 영토 내에서 적을 완전히 몰아냈다.

## 같이 보기
- 제1차 세계 대전의 사상자